# Mirosław Sawicki (adwokat)
Mirosław Sawicki (ur. 26 lipca 1870 we Włodzimierzu Wołyńskim, zm. 26 listopada 1944 Krakowie) – polski adwokat, działacz Narodowej Demokracji, działacz harcerski, Wiceprzewodniczący ZHP w latach 1926–1929, Wiceprzewodniczący Naczelnej Rady Harcerskiej Harcerstwa Polskiego w czasie okupacji niemieckiej.

## Życiorys
Mirosław Sawicki ukończył gimnazjum klasyczne w Chełmie, następnie prawo na Uniwersytecie Warszawskim. Był dwukrotnie więziony za działalność niepodległościowo-polityczną: w 1894 roku za udział w tzw. „kilińszczyznie” i później – za przynależność do Ligi Narodowej (LN). Po zwolnieniu z więzienia zesłano go do Odessy, skąd w 1896 roku przeniósł się do Humania, gdzie otworzył kancelarię adwokacką. Od 1898 roku należał do LN na Rusi. Był współzałożycielem organizacji „Zrzeszenie” (w latach 1902–1903), która skupiała inteligencję miejską i wiejską ze środowisk narodowo-demokratycznych i „umiarkowanych”. Działał również w Towarzystwie Oświaty Narodowej w Humaniu. Wchodził w skład endeckiej grupy sprawującej patronat nad organizacją młodzieżową „Polonia”. Tam w 1904 urodził się jego syn Witold. Wsparł finansowo w 1906 „Dziennik Kijowski” i wszedł do konsorcjum wydającego to pismo.
W czasie I wojny światowej w 1915 założył Polskie Towarzystwo Pomocy ofiarom Wojny w Humaniu. Wraz z Tadeuszem Mareszem wspierał tworzące się na tym terenie polskie harcerstwo. W 1917 wszedł w skład utworzonego w Kijowie Polskiego Komitetu Wykonawczego na Rusi. Został mianowany w maju 1918 nadzwyczajnym komisarzem tego Komitetu, organizował zaopatrzenie II Korpusu w Rosji. Po bitwie pod Kaniowem (maj 1918) opiekował się rozproszonymi żołnierzami i ułatwiał im dostanie się do miejsc koncentracji.
Pod koniec 1918 wrócił do Warszawy, gdzie otworzył kancelarię adwokacką. W czasie wyborów parlamentarnych w 1928 roku pełnił funkcję komisarza wyborczego. W latach 1928–1930 był wiceprzewodniczącym Związku Harcerstwa Polskiego. Założył i finansował wychodzące od 1929 w Poznaniu, a później w Warszawie, pismo propagujące nurt katolicko-narodowy w harcerstwie pt. „Strażnica Harcerska”. 6 września 1930 został członkiem Państwowej Komisji Wyborczej z ramienia Klubu Narodowego przed wyborami parlamentarnymi w 1930.
W czasie okupacji niemieckiej działał w pozostającej pod wpływami obozu narodowego organizacji Harcerstwo Polskie (zwanej też Hufce Polskie, krypt. HP), wspierając swego syna, był wiceprzewodniczącym jej Naczelnej Rady Harcerskiej. W pierwszych dniach powstania warszawskiego był zmuszony do opuszczenia wego warszawskiego mieszkania, przeniósł się do Krakowa, gdzie wkrótce umarł.

## Życie prywatne
Mirosław Sawicki był synem Jana i Wandy z Borkowskich. Ożenił się w 1903 z Zofią Piotrowską. Mieli syna Witolda.